# Ulica Wójtowska w Warszawie
Ulica Wójtowska – ulica na warszawskim Nowym Mieście biegnąca od ul. Fondamińskiego do ul. Wybrzeże Gdańskie.

## Historia
Powstała pod koniec XIV wieku na gruntach wójta Nowego Miasta (stąd jej nazwa) jako granica Nowej Warszawy, i zarazem połączenie ul. Przyrynek i ul. Zakroczymskiej.
W tamtych czasach środkiem ulicy płynęła rzeczka zwana Bełczącą lub Nalewką, w swym górnym biegu mijająca ulicę Nalewki, której dała nazwę (obecnie ul. Bohaterów Getta).
Aż do połowy XVII wieku Wójtowską otaczały glinianki i pola; wśród nich stało kilka drewnianych domów i dworów.
W tamtym okresie część terenów przylegających do ulicy zakupił kanclerz litewski Jan Fryderyk Sapieha, celem rozbudowy swego pałacu przy ul. Zakroczymskiej.
Po tym czasie strumień został uregulowany, zaś ulica otrzymała brukową nawierzchnię, wciąż jednak była bardzo słabo zabudowana.
Wśród budynków wyróżniała się kamienica Langowskiego z połowy XVIII wieku, narożna z ul. Przyrynek, od której otrzymała wjazd na dziedziniec. Cztery pozostałe domy stojące przy Wójtowskiej zostały wyburzone w 1851 w związku z powiększeniem esplanady Cytadeli Warszawskiej. Kamienica Langowskiego dotrwała do roku 1944.
W okresie międzywojennym na zajmowanym przez nie terenie wybudowano gmach Polskiej Wytwórni Papierów Wartościowych, przyporządkowany numeracji ul. Romana Sanguszki.
Cała zabudowa mieszkalna ulicy została zniszczona w roku 1944; wzniesione w okresie powojennym domy w niczym nie nawiązują do stanu sprzed zniszczenia.